# تنام دغلي
تنام دغلي (الاسم العلمي: Nothoprocta cinerascens) هو نوع من الطيور يتبع جنس التنام مزيف الخلف من فصيلة التنامية.